# Nickel(II) ferrocyanide
Niken(II) ferrocyanide là một hợp chất vô cơ, một muối của niken và axit ferrocyanic với công thức hóa học Ni2Fe(CN)6, không tan trong nước, tạo thành tinh thể ngậm nước màu xám lục.

## Điều chế
Phản ứng của axit ferrocyanic và niken(II) chloride sẽ tạo ra muối:
{\displaystyle {\mathsf {2NiCl_{2}+H_{4}Fe(CN)_{6}\ {\xrightarrow {}}\ Ni_{2}Fe(CN)_{6}\downarrow +4HCl}}}

## Tính chất vật lý
Niken(II) ferrocyanide tạo thành hệ tinh thể lập phương màu xám lục (11 nước), không tan trong nước, nhóm không gian F m3m, các hằng số mạng tinh thể a = 1 nm, Z = 4.
Nó tạo thành tinh thể ngậm nước undecahydrat Ni2Fe(CN)6·11H2O – tinh thể màu xám lục.

## Phản ứng
Khi bảo quản trong không khí, niken(II) ferrocyanide bị oxy hóa thành chất rắn màu vàng nâu.
Niken(II) ferrocyanide ổn định dưới nước clo, nhưng sẽ phản ứng với nước brom để tạo thành niken(II) ferricyanua.
Khi đun nóng muối cùng với axit clohydric đặc, muối axit ngậm nước niken(II) đibiferrocyanua, NiH2Fe(CN)6·3H2O sẽ được tạo thành.

## Hợp chất khác
Ni2Fe(CN)6 còn tạo một số hợp chất với NH3, như:
- Ni2Fe(CN)6·NH3·xH2O với:
  - x = 4: Bột màu nâu đen;[3]
  - x = 9: Bột màu lục.[3]
- Ni2Fe(CN)6·2NH3·xH2O với:
  - x = 1: Tinh thể hình kim màu lục nhạt;[3]
  - x = 4: Chất rắn màu nâu, thu được từ nonahydrat bên dưới ở 100 °C (212 °F; 373 K);[4]
  - x = 9: Chất rắn màu lục.[4]
- Ni2Fe(CN)6·4NH3·4H2O, chất rắn màu dương không ổn định;[3]
- Ni2Fe(CN)6·5NH3·4H2O, tinh thể hình kim màu tím;[3]
- Ni2Fe(CN)6·6NH3·9H2O, tinh thể màu amethyst đậm;[3]
- Ni2Fe(CN)6·7NH3, chất rắn màu dương đen thu được từ việc cho hai chất tác dụng trực tiếp với nhau ở 16–21 °C (61–70 °F; 289–294 K);[4]
- Ni2Fe(CN)6·8NH3·4H2O, chất rắn màu dương;[4]
- Ni2Fe(CN)6·12NH3·9H2O, tinh thể hình kim màu tím, tan trong chính dung dịch amonia.[4]